# 牛荫冠
牛荫冠（1912年9月17日—1992年5月10日），男，山西兴县人，中华人民共和国政治人物。曾任江西省人民政府副主席、省委常委，331厂、112厂（后沈阳飞机厂）厂长，主持研制出中华人民共和国第一代歼击机。

## 生平
山西兴县首富牛友兰之子，1933年考入清华大学电机系，并参与北平中共地下党组织，改念經濟系。1935年12月在何凤元介绍下加入中国共产党。1936年1月至3月任清华大学党支部书记。1936年底受中共中央北方局的派遣，抵达太原，协助薄一波参与牺盟会领导工作。此后担任晋西北行署副主任、党组书记等职，领导该地区中共部队抗日及扫荡。1947年9月，牛友兰在土改時被斗得死去活来，有二流子将他的鼻子用铁丝穿过，系上绳子，由牛荫冠牵着游街。該月29日，牛友蘭絶食身亡。1948年，就任晋中行署主任、党组书记，并兼任太原战役后勤部政委，负责支援徐向前在山西前线作战。
1949年，随部南下，后任江西省财委副主任兼财政厅长、江西省人民政府副主席、省委常委。
1954年1月，牛荫冠遵照中共中央中南局书记李先念指示，调至湖南株洲的331厂担任厂长兼党委书记，并任中共湖南省委委员，负责制造苏联M—11航空发动机。1955年调任沈阳112厂任厂长兼任中共辽宁省委委员，研制出歼5、歼6战斗机。牛荫冠亦是第五届、第六届全国人民代表大会代表。1992年5月10日在北京病逝。